# Momentum (analyse technique)
Le momentum est un indicateur d'analyse technique utilisé par les intervenants en bourse. À l'instar d'autres indicateurs techniques, il donne des signaux d'achat ou de vente sur des actifs financiers, comme des actions.
Cet indicateur est aussi appelé ROC pour "Rate Of Change" soit "Taux de changement" en Anglais.

## Formule de calcul du momentum
{\displaystyle M(n)=P_{t}-P_{(t-n)}}
où {\displaystyle M(n)} = momentum

{\displaystyle P_{t}} = Prix de clôture du jour

{\displaystyle P_{(t-n)}} = Prix de clôture d'il y a n jours

## Comportement du momentum
Cet indicateur avancé montre quand la tendance s'accélère, quand elle ralentit et quand elle conserve le même rythme de progression.
Tant que la progression de cet oscillateur est linéaire il est prudent de garder sa position.
Lorsqu'il marque un pic inférieur (supérieur) au précédent, il montre que la tendance baissière (haussière) a cessé d'accélérer et peut être la prémisse à un changement de tendance.